# Музей друзів Сіону
Музей друзів Сіону (івр. מוזיאון ידידי ישראל) — це музей в історичному районі Нахалат Шів'а в центрі Єрусалиму. Музей присвячено християнським сіоністам та їхньому внеску у розвиток Ізраїлю.

## Історія
Музей розповідає про неєврейську допомогу єврейському народу, підтримку сіонізму та допомогу у створенні Держави Ізраїль. На кожному з чотирьох поверхів представлені різні періоди єврейської історії, включаючи 19 століття, британський мандат на Палестину, Голокост та створення Ізраїлю.
У музеї представлено сім експозицій, які поєднують 3D-технології, сенсорні екрани, оригінальну музичну партитуру та об'ємний звук. Усе у музеї виконано місцевими — над експозиціями працювали понад 150 ізраїльських митців.
Музей відкрився у квітні 2015 року і вважається першим «розумним музеєм» в Ізраїлі. У музеї є презентації 16 мовами.
Засновником музею є Майк Еванс, американський християнський євангеліст. Еванс написав близько 70 книг, багато з яких про сіонізм. Музей фінансується донорами з усього світу. Першим Міжнародним головою музею був 9-й президент Ізраїлю Шимон Перес. Генерал Йоссі Пелед є головою ради директорів, до складу якої входять колишній начальник штабу ЦАХАЛ генерал-лейтенант Ден Халуц, Кобі Ошрат, професор Яаков Неєман та інші.
Просвітницький корпус Сил оборони Ізраїлю відправляє солдатів до музею, щоб ті дізналися про роль християнських сіоністів у XIX та XX століттях, які виступали за створення єврейської держави.

## Експонати
Основний експонат — «Ось я» (івр. הנני), і на ньому представлено сім експонатів, які проходять через різні періоди історії, починаючи з біблійних часів і аж до створення єврейської держави. Кожен експонат представляє різних персонажів, які підтримували євреїв і сіонізм, допомагаючи утвердити державу.
Експонати музею представляють внесок друзів Сіону, таких як президент Сполучених Штатів Гаррі Трумен, прем'єр-міністр Великобританії Вінстон Черчилль, Орд Вінґейт та кількох Праведників народів світу, таких як Оскар Шиндлер, Рауль Валленберг і сім'я тен Боом, які рятували життя під час Голокосту, ризикуючи своїм власним.

## Музейні нагороди
Музей щороку присуджує премію «Друзі Сіону» тим, хто стояв на боці єврейського народу і підтримував його. Одержувачі за роками:
- 2015 — колишній президент США Джордж Буш;
- 2016 — князь Монако Альбер II;
- 2017 — колишній президент Болгарії Росен Плевнелієв[6];
- 2018 — Дональд Трамп, президент США;
- 2020 — король Бахрейну Хамад бін Іса аль-Халіфа, король Марокко Мохаммед VI, прем'єр-міністр Об'єднаних Арабських Еміратів (ОАЕ) шейх Мохаммед ібн Рашид Аль Мактум, наслідний принц Саудівської Аравії Мухаммед ібн Салман ібн Абдул Азіз Аль Сауд, султан Оману Хайтем Тарік, президент Сербії Александар Вучич, президент Румунії Клаус Йоганніс, президент Парагваю Маріо Абдо Бенітес, президент Чеської Республіки Мілош Земан, президент Уганди Йовері Мусевені, президент Малаві Лазарус Чаквера[7].

2016 року засновник музею Майк Еванс оприлюднив разом з Папою Франциском спільну заяву, в якій вони засудили насильство.

## Виноски
1. ↑  Mike Evans Museum. MikeEvansMuseum.org/. Архів оригіналу за 5 грудня 2020. Процитовано 10 лютого 2015.
2. ↑  A Dream More Than THIRTY YEARS in the Making. jerusalemprayerteam.org. Архів оригіналу за 20 березня 2015. Процитовано 5 лютого 2015.
3. ↑  Chaim, Ilan (19 липня 2015). The Friends of Zion Museum. Jerusalem Post. Архів оригіналу за 11 лютого 2021. Процитовано 7 січня 2020.
4. ↑  Museums in Jerusalem: The Friends of Zion Museum (July 2015). Jewish Virtual Library. Архів оригіналу за 28 липня 2019. Процитовано 28 липня 2019.
5. ↑  IDF sends troops to tour museum honoring Evangelicals' support of Israel. Times of Israel. 24 грудня 2018. Архів оригіналу за 16 червня 2019. Процитовано 5 січня 2020.
6. ↑  «Friends of Zion Museum Awards President Plevneliev of Bulgaria at the Conference of Presidents» [Архівовано 16 травня 2017 у Wayback Machine.], Yahoo finance.
7. ↑  Museum, Friends of Zion. Friends of Zion Museum Honors Eleven World Leaders at Israel's 4th Annual Christian Media Summit. www.prnewswire.com (англ.). Архів оригіналу за 22 жовтня 2020. Процитовано 19 жовтня 2020.